# Rumunské staré království
Rumunské staré království (rumunsky Vechiul Regat či pouze Regat, německy Regat či Altreich) je hovorový termín označující území, na kterém se rozprostíral první nezávislý rumunský národní stát, jenž se skládal z Dunajských knížectví Valašsko a Moldávie. Sjednocení obou knížectví bylo dosaženo, když pod záštitou Pařížské mírové smlouvy (1856) Divan ad hoc obou zemí, které byly v té době pod svrchovaností Osmanské říše, zvolili Alexandra Ioana Cuza za svého knížete. Tímto procesem bylo de facto dosaženo sjednocení pod názvem Spojená knížectví Moldávie a Valašska. Hranice samotného regionu jsou stanoveny výsledkem tohoto politického aktu, po němž následovala rumunská válka za nezávislost, připojení severní Dobrudže a předání jižní části Besarábie Ruské říši v roce 1878, vyhlášení Rumunského království v roce 1881 a připojení Jižní Dobrudže v roce 1913.
Termín se začal používat po první světové válce, kdy se Staré království přeměnilo na Velké Rumunsko, jež zahrnovalo Sedmihradsko, Banát, Besarábii a Bukovinu. V současnosti nese 
termín především historický význam a jinak se používá jako společný termín pro všechny oblasti Rumunska zahrnuté jak do Staré říše, tak do současných hranic (Valašsko, Moldávie a severní Dobrudža).

## Fotogalerie

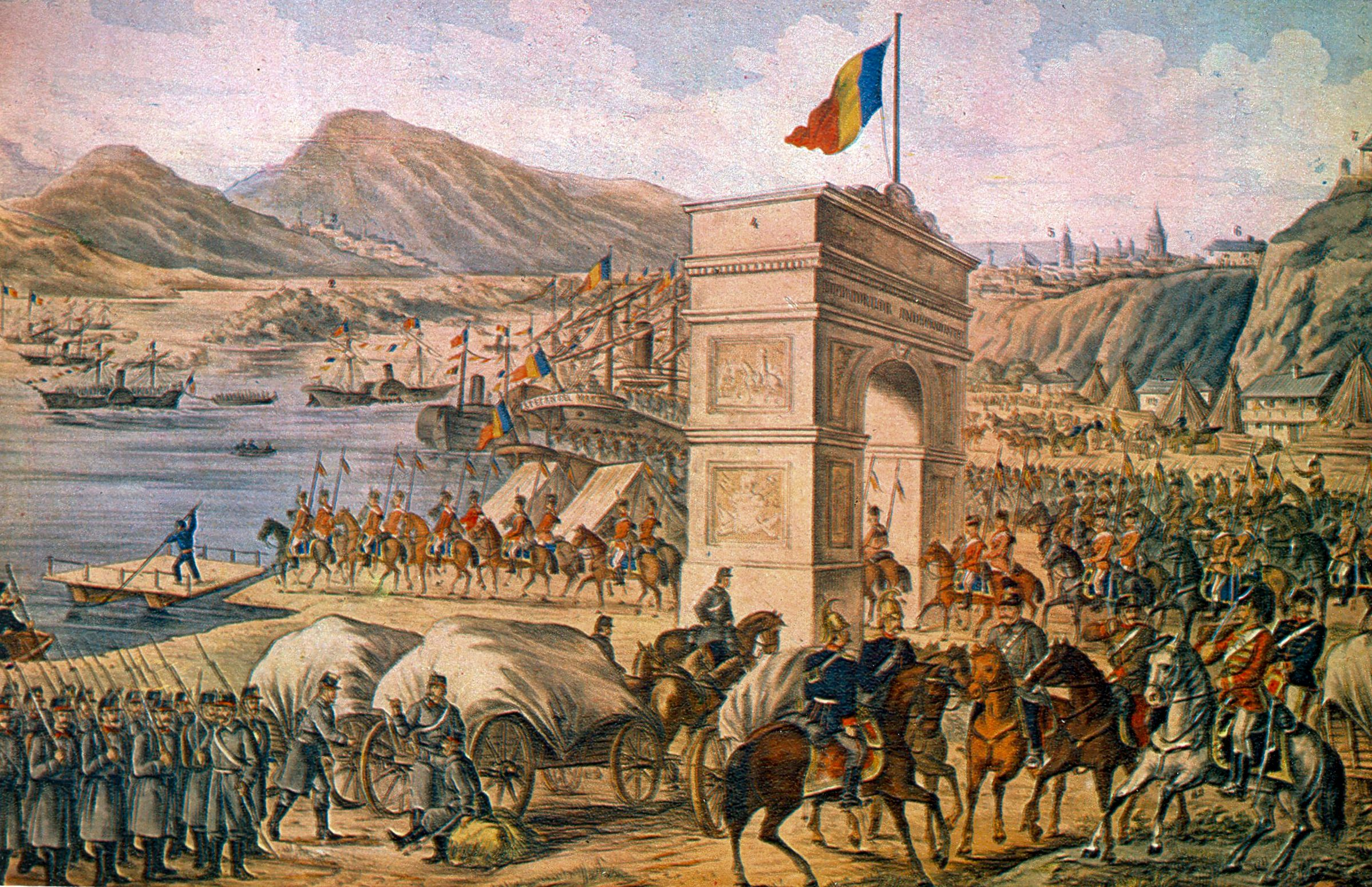
Rumunská armáda překračující Dunaj během Rumunské války za nezávislost (1878)
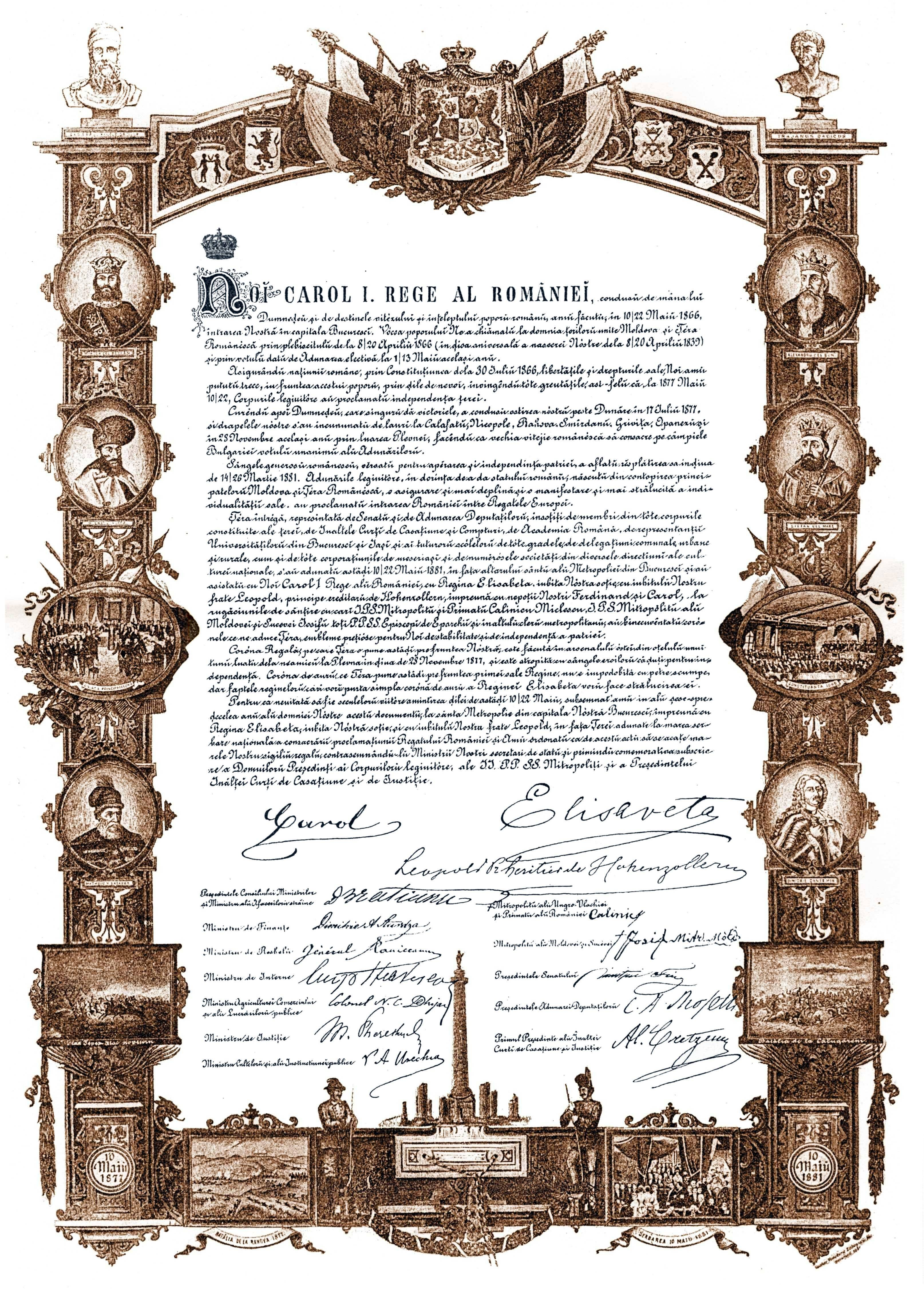
Vyhlášení vzniku Rumunského království
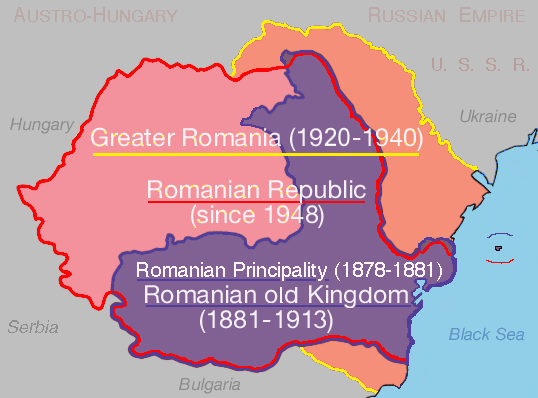
Změny hranic Rumunska od roku 1881 (Staré království je vyznačeno fialově)
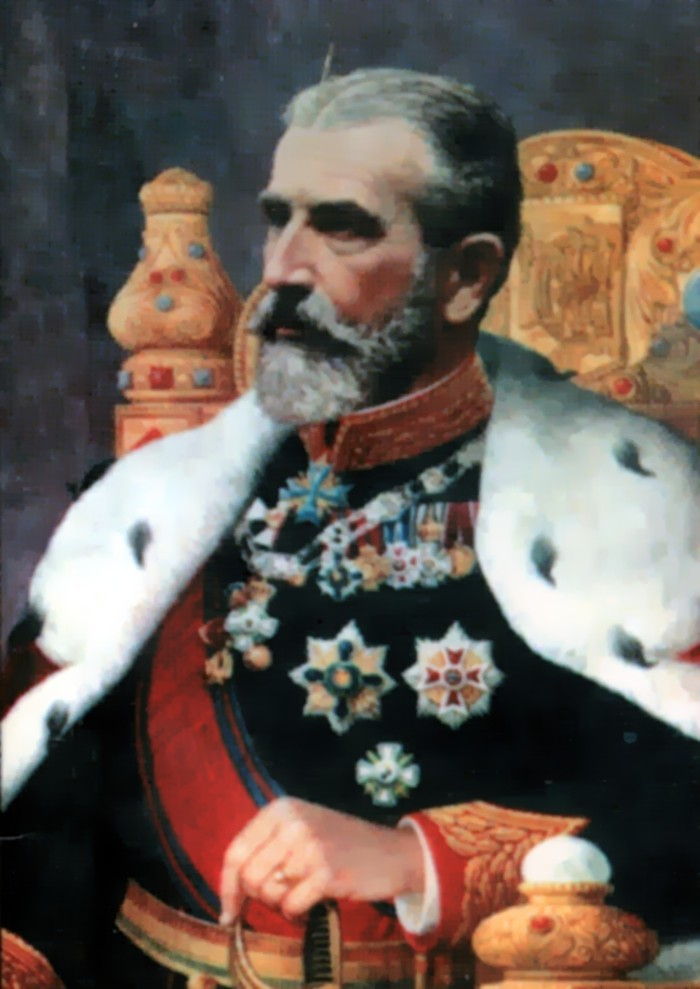
Král Karel I. Rumunský (vládl 1866–1914)
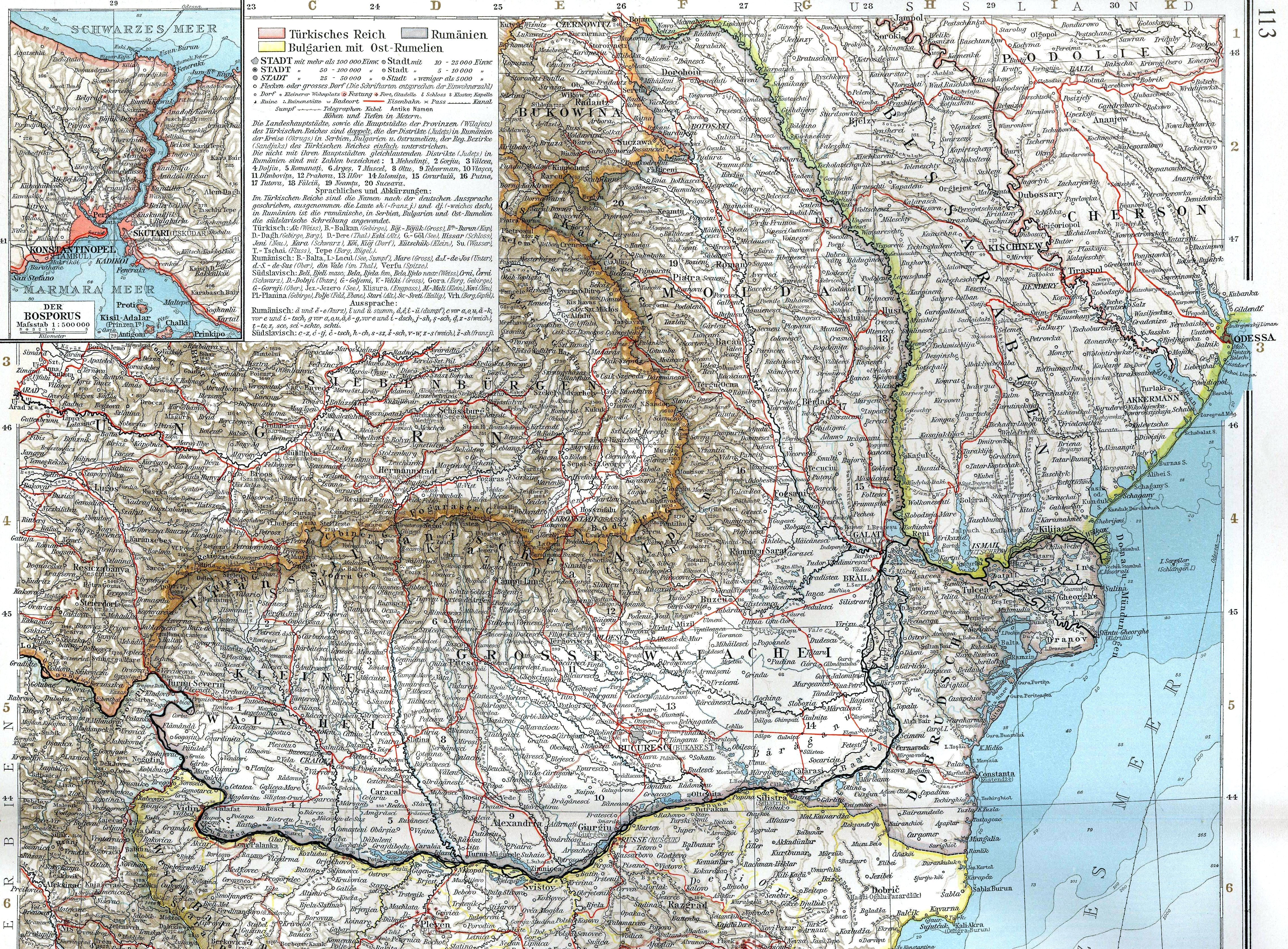
Německá mapa Starého království z roku 1901
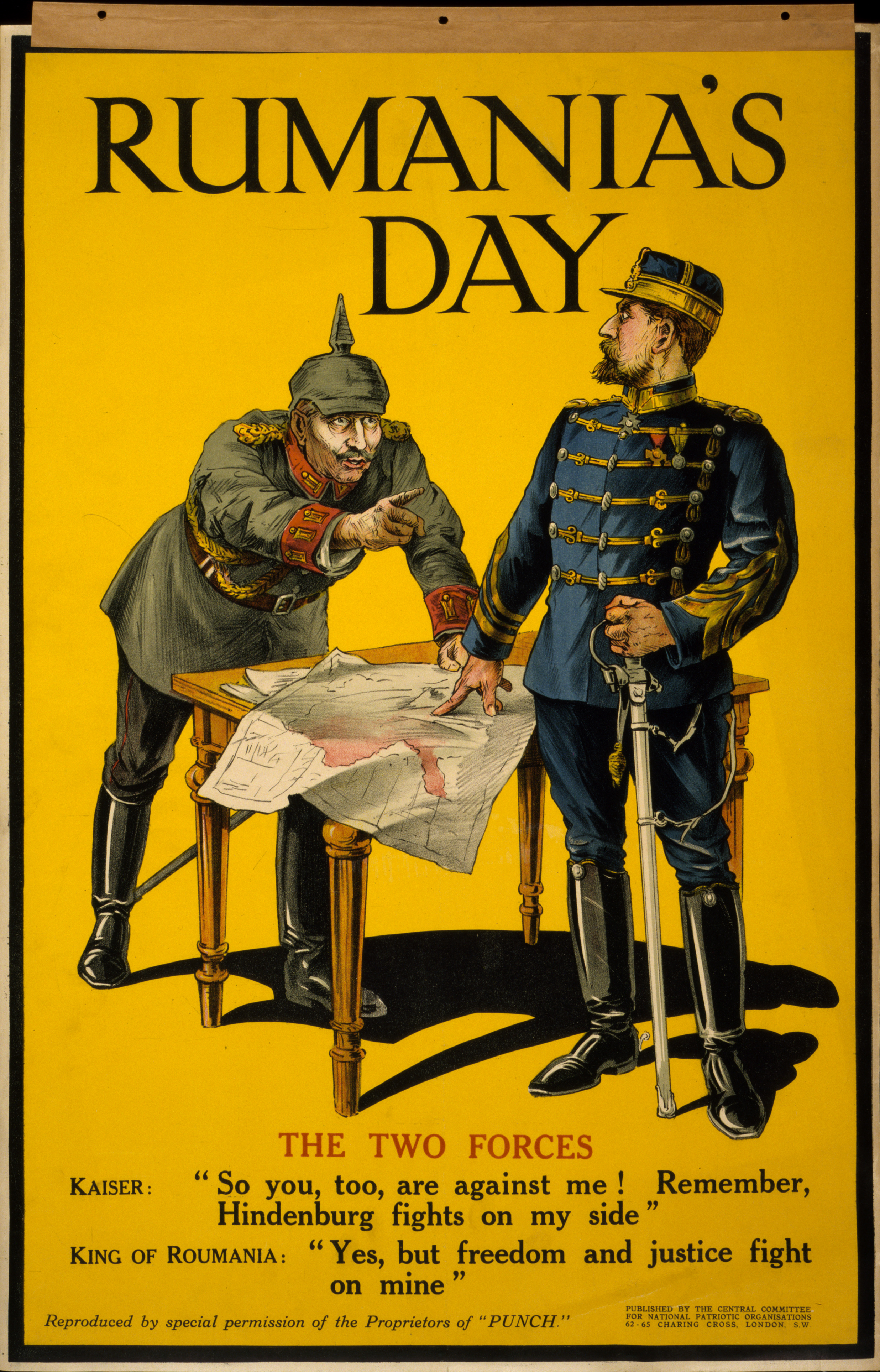
Britský plakát blahopřející Rumunsku ke vstupu do první světové války na straně Dohody